# Aszód
Aszód é uma cidade da Hungria, situada no condado de Peste. Tem 16,2 km² de área e sua população em 2019 foi estimada em 6.184 habitantes.